# Les Corts
|  | Aquest article tracta sobre el districte de Barcelona. Vegeu-ne altres significats a «Corts». |

Les Corts és un dels deu districtes de la ciutat de Barcelona. És el districte IV i està format pels barris de Pedralbes, Sant Ramon i la Maternitat i el barri de les Corts. Limita amb el terme municipal de l'Hospitalet de Llobregat al sud i amb el districte de Sants-Montjuïc, al nord amb el districte de Sarrià - Sant Gervasi, a l'est amb l'Eixample i a l'oest amb els municipis d'Esplugues de Llobregat i Sant Just Desvern.

## Configuració
L'actual districte de les Corts, tal com fou delimitat el 1984, és una amalgama de tres components prou diferenciats: 
- la major part de l'antic municipi de les Corts de Sarrià, agregat el 1894; se n'exceptua, però, l'extrem oriental, que ha estat inclòs en l'Eixample per motius de coherència urbanística;
- tot el barri de Pedralbes, històricament part de Sarrià;
- la faixa de territori santsenc situada entre la travessera de les Corts, al nord, i l'avinguda de Madrid, al sud.

## Barris

Barris del districte de les Corts

El districte de les Corts està dividit en tres barris:
| Codi | Nom del barri              | Població (2009) | Superfície (ha) | Densitat (hab/ha) |
| ---- | -------------------------- | --------------- | --------------- | ----------------- |
| 19   | Les Corts                  | 47.664          | 141,3           | 337,4             |
| 20   | La Maternitat i Sant Ramon | 23.954          | 190,3           | 125,9             |
| 21   | Pedralbes                  | 11.650          | 270,2           | 43,1              |
| IV   | Les Corts                  | 83.268          | 601,8           | 138,4             |

### Les Corts
El barri de les Corts comprèn cinc sectors:

#### Camp de la Creu

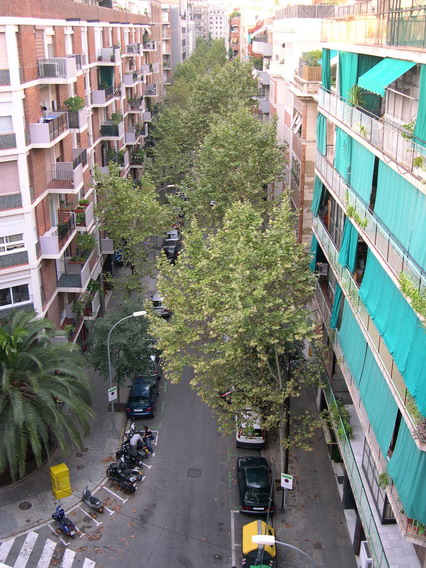
El carrer de Loreto, al barri del Camp de la Creu

Els límits d'aquest veïnat són l'avinguda de Josep Tarradellas, el carrer de Berlín, el carrer de Numància, la Travessera de les Corts, el carrer d'Entença, l'avinguda Diagonal i l'avinguda de Sarrià. El barri del Camp de la Creu correspon a l'antiga partida medieval de Magòria i fa referència a la creu de terme que hi havia en aquest indret (la Creu de Magòria). Durant la dècada de 1870 es van obrir els principals carrers (carrer de Morales) i la plaça del Carme (anomenada primer de la Llibertat). Des dels anys 1879-1880 va adquirir un aspecte industrial amb la instal·lació de la fàbrica Castells i altres indústries i, més endavant, amb la construcció de les casetes obreres de la Colònia Castells (avui amenaçades per un Pla d'Ordenació Urbanística). Dues escultures de façana del Camp de la Creu estan incloses a l'inventari de Petits paisatges de Barcelona: el cavall del carrer de Morales, 44, i el moltó de Les Corts, al carrer del Montnegre, 44-46. Aquest darrer es va traslladar a l'Arxiu de les Corts l'octubre del 2022 a causa de l'enderroc de l'edifici.

#### Camp Vell
Els límits d'aquest veïnat són el carrer de Joan Güell, la Travessera de les Corts, el carrer de Numància i l'avinguda de Madrid, que limita amb el districte de Sants-Montjuïc. El nom d'aquest barri ve donat perquè en aquestes terres és on es va edificar l'antic camp del Futbol Club Barcelona, conegut llavors com el Camp de les Corts.

#### Can Batllori
Els límits d'aquest veïnat són l'avinguda Diagonal, l'avinguda de Sarrià, el carrer de Jiménez i Iglesias i el passeig de Manuel Girona. El nom del barri ve donat per l'històric mas de Can Batllori, important pels vestigis ibers i romans que conservava en el seu territori. Abans de ser enderrocat, s'hi van trobar sitges de gra, un caldarium i fragments de les columnes de l'hipocaust al costat d'una necròpolis romana. Avui dia, als antics terrenys del mas hi ha els jardins de Can Batllori. Històricament cortsenc, el veïnat de Can Batllori havia estat atribuït a Pedralbes, però en la reestructuració administrativa de 1984 retornà al barri de les Corts.

#### Can Sol de Baix
Els límits d'aquest veïnat són la travessera de les Corts, la Gran Via de Carles III, el carrer de Joan Güell i l'avinguda de Madrid, que limita amb el districte de Sants-Montjuïc. El nom ve donat perquè ocupa l'espai on hi havia els camps i la masia de Can Sol de Baix. El nom originari d'aquest mas era de Can Planes de Baix, però el sol de ferro forjat que presidia l'entrada de la finca va donar aquest malnom a la masia, que va perdurar fins que la van enderrocar. L'any 1965 es va recuperar el topònim amb la construcció de la plaça del Sol de Baix, entre els carrers de Gerard Piera i de Fígols.

#### Centre
Els límits d'aquest veïnat són l'avinguda Diagonal, la Gran Via de Carles III, la travessera de les Corts i el carrer d'Entença. Conegut com el Barri Vell, conté els edificis més representatius del barri: l'Ajuntament, l'Església de Santa Maria del Remei, la Biblioteca de Can Rosés i el Centre Cívic de Can Déu. També inclou el que en el seu dia es va conèixer com a l'Eixample de les Corts.

### La Maternitat i Sant Ramon
El barri de La Maternitat i Sant Ramon està format per dos sectors: Can Bacardí i Sant Ramon.

### Pedralbes
El barri de Pedralbes està format per tres sectors: Zona Universitària, La Mercè i Pedralbes.

## Equipaments
El districte disposa d'una xarxa d'equipaments culturals municipals formada pel Centre Cívic de Can Deu, el Centre Cívic Joan Oliver «Pere Quart», el Centre Cívic Tomasa Cuevas, el Centre Cultural Josep Maria Trias i Peitx i el Centre Cívic Cristalleries Planell, inaugurat el 2017.

## Educació[calcitació]

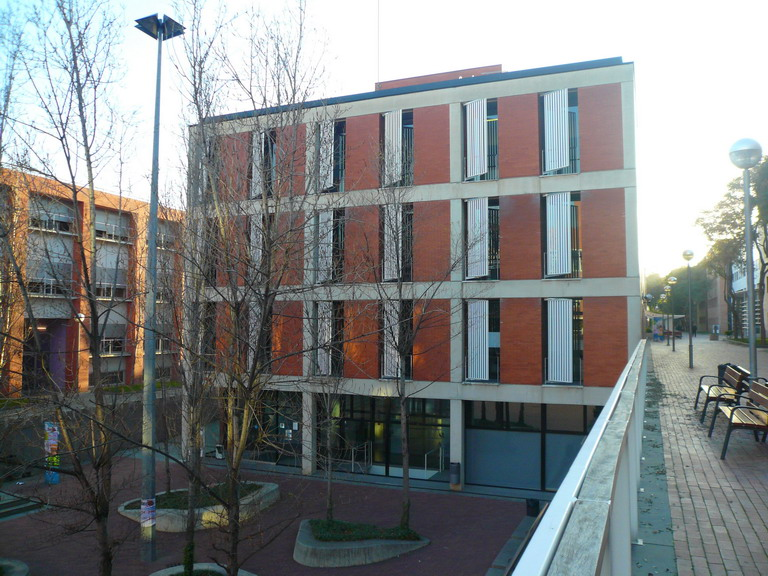
Campus Nord de la UPC

Al districte hi ha una notable oferta educativa:

### Ensenyament públic
- Llars d'infants: EBM Bambi, EBM Xiroi, EBM Can Bacardí i EBM Can Novell
- Centres d'Educació Infantil i Primària: CEIP Lavínia, CEIP Itaca, CEIP Barcelona, CEIP Duran i Bas, CEIP Les Corts, CEIP Pau Romeva, CEIP Anglesola
- Instituts d'Educació Secundària: IES Les Corts, IES Pedralbes (resultat de la fusió dels instituts Ausiàs March i Joan Boscà)
- Centre de Formació d'Adults: AFA Les Corts
- Universitats: UB i UPC.
- S'inclou també el recent Institut-Escola Plaça Comes, resultat de la fusió de l'escola Les Corts (edifici d'infantil i primària) i la històrica escola Ausiàs March (edifici de secundaria, de moment no disposa de batxillerat)

### Ensenyament concertat
- Educació Infantil i Primària: Col·legi Pare Manyanet, Escola Santa Teresa de Lisieux, Col·legi Sant Ramon Nonat
- Educació Secundària i Batxillerat: Col·legi Pare Manyanet, Súnion ICC, Col·legi Maristes Sants-Les Corts, Escola Santa Teresa de Lisieux, Col·legi Sant Ramon Nonat.

### Ensenyament privat
- Educació Infantil i Primària: Col·legi Loreto - Abat Oliba
- Educació Secundària i Batxillerat: Col·legi Loreto - Abat Oliba

### Educació especial

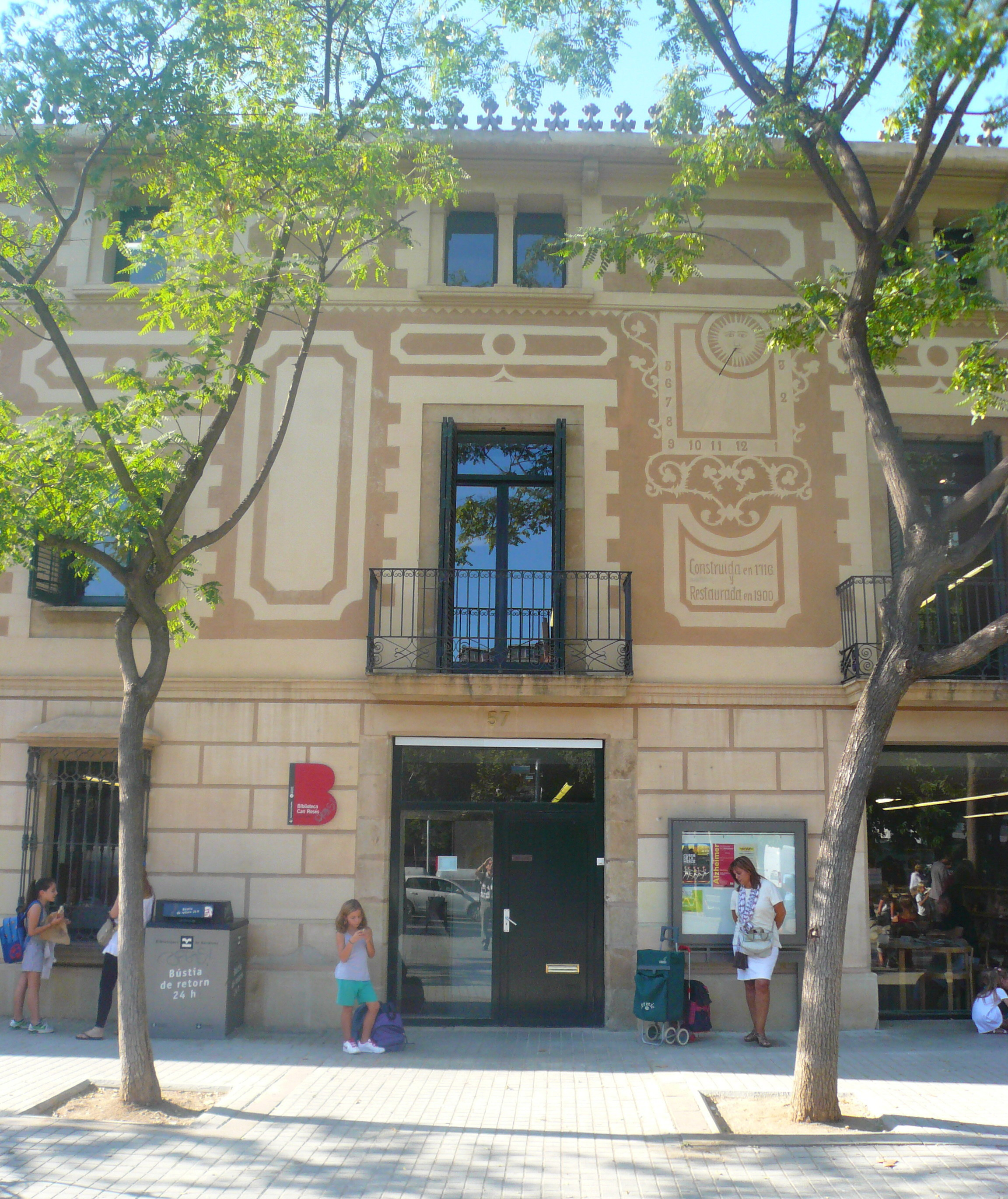
Biblioteca de Can Rosés

- Centres d'Educació Especial: Escola Paideia, Escola Jeroni de Moragas i Escola Esclat.
- Centres Ocupacionals: Centre Ocupacional les Corts i Taller Ocupacional Ariadna.
- Centre d'Higiene Mental les Corts
- Centre de Recursos Educatius Joan Amades - ONCE

Per altra banda, el districte també disposa de dues biblioteques integrades dins la Xarxa de Biblioteques de la Diputació de Barcelona: la biblioteca de Can Rosés i la Biblioteca Miquel Llongueras.

## Esport
Les Corts és la casa del Barça, un dels clubs de futbol més famosos al món. El Museu del FC Barcelona és el segon museu a Catalunya pel nombre de visitants. El club sempre ha estat associat amb el catalanisme i té l'estadi més gran d'Europa, el Camp Nou, on hi caben 99.354 persones.
L'Associació Esportiva les Corts és una entitat que es va fundar l'any 1976 amb l'objectiu d'iniciar a infants i joves en la pràctica esportiva. Va néixer sota la creença que l'esport és una eina per formar els nens i nenes que decideixen fer esport.

## La festa major
La festa major del barri se celebra al voltant del 7 d'octubre, diada de la Verge del Remei, patrona de les Corts. Els seus colors són el blau i el vermell. L'any 2006 es va celebrar el 200è aniversari de la festa major del barri, ja que la primera de què es té constància documental data de l'any 1806.

## Entitats[calcitació]
Les Corts té un creixent teixit associatiu.

### Cultura popular
- Plataforma Infantil i Juvenil de les Corts: Coordinadora d'entitats i joves de les Corts, que organitza cada any la Festa Major Jove del barri o el Foc i Rock, per la revetlla de Sant Pere, entre altres activitats.
- Els Bocs de Can Rosés: Colla de diables i tabalers. Fundada l'1 de desembre de 1996.
- La Repúbli-k de l'Avern: Grup de percussió nascut al barri que actualment compta amb una vintena de membres.
- Diables de Les Corts: Colla de diables i tabalers fundada el 20 de maig de 1994 a la Plaça Concòrdia. Actualment la seva seu és al Casal de Joves de les Corts, al carrer Dolors Masferrer 33. A més a més de realitzar correfocs i tabalades, també realitza espectacles pirotècnico-teatrals i intercanvis amb altres colles.
- Societat Coral L'Espiga de les Corts. Entitat fundada el 1924 i que el 2004 va inaugurar el seu nou casal, on tenen la seva activitat les seccions de Coral, Teatre i Escacs. També hi tenen lloc cursos de ball, country, pintura...
- Trip-Itaka
- Diables i Timbalers d'Itaca

### Associacions de veïns
- CVML Coordinadora de Veïns de Mejía Lequerica
- AVV El Racó de les Corts
- AVV Els tres jardins
- AVV Camp Nou
- AVV Les Corts
- AVV Les Corts Sud
- AVV Pedralbes
- AVV Pedralbes Nord
- AVV Zona Universitària
- AVV Barri de la Mercè

## Cortsencs il·lustres[calcitació]
- Marc Cartes, actor andorrà
- Pau Farinetes, personatge popular del segle xix
- Jordi Hereu, polític
- Ramon Mercader, militar i polític comunista
- Vicenç Piera i Pañella, futbolista del Barça dels anys 20.
- Guerau Piera i Piera, polític del segle XIX
- Carles Rexach i Cerdà, exfutbolista i exentrenador del Barça